# IC 5180
IC 5180 је елиптична галаксија у сазвјежђу Гуштер која се налази на листи објеката дубоког неба у Индекс каталогу.
Деклинација објекта је + 38° 55' 36" а ректасцензија 22h 11m 12,0s. Привидна величина (магнитуда) објекта IC 5180 износи 13,6 а фотографска магнитуда 14,6. IC 5180 је још познат и под ознакама UGC 11938, MCG 6-48-12, CGCG 513-11, PGC 68234.